# Medina (djur)
Medina är ett släkte av tvåvingar. Medina ingår i familjen parasitflugor.

## Dottertaxa tillMedina, i alfabetisk ordning[1][2]
- Medina abdominalis
- Medina aethiopica
- Medina albifrontalis
- Medina albomaculata
- Medina albomarginata
- Medina arnica
- Medina barbata
- Medina basalis
- Medina caerulescens
- Medina carbonata
- Medina carceli
- Medina collaris
- Medina confinis
- Medina crocea
- Medina cruralis
- Medina cursoria
- Medina decellei
- Medina delicatula
- Medina denticulata
- Medina dicax
- Medina egregia
- Medina elongata
- Medina fasclata
- Medina fumipennis
- Medina fuscisquama
- Medina incisuralis
- Medina insecta
- Medina lateralis
- Medina leskiaeformis
- Medina leucocyla
- Medina longipes
- Medina luctuosa
- Medina malayana
- Medina melania
- Medina mexicana
- Medina minima
- Medina mira
- Medina multispina
- Medina nervosa
- Medina nigra
- Medina nigriventris
- Medina nigrocostalis
- Medina obscurella
- Medina ouelleti
- Medina pavida
- Medina pectinifera
- Medina profana
- Medina pygmaea
- Medina quinteri
- Medina rubricosa
- Medina semirufa
- Medina separata
- Medina setosella
- Medina sopha
- Medina spinosa
- Medina spinulifera
- Medina stammeri
- Medina succuba
- Medina tristis
- Medina vidua
- Medina winthemi